# Sigrid Ertl
Sigrid Ertl (geb. 1965 in Hermeskeil) ist eine Schriftstellerin.

## Leben
2015 und 2016 veröffentlichte sie ein Kriminalstück und zwei Kriminalkomödien im Literaturverlag 28 Eichen, die Bühnenrechte hat der Cantus-Theaterverlag Eschach. Im Juli 2020 erschien ihr Roman Der Aufstand der Tiere – die große Wende.
Ertl lebt in Trier und ist mit Klauspeter Bungert verheiratet.

## Veröffentlichungen
- Tartüff für Anfänger. Kriminalstück. Verlag 28 Eichen, Barnstorf 2015, ISBN 978-3-940597-56-4.
- Poetica Criminalis & Die Partei der Frauen. Zwei Kriminalkomödien. Verlag 28 Eichen, Barnstorf 2016, ISBN 978-3-940597-88-5
- Der Aufstand der Tiere – die große Wende. Roman. Verlag Sigrid Ertl (BoD) Trier 2020, ISBN 978-3-7519-3666-8